# ريتشارد ريلفورد
ريتشارد ريلفورد (بالإنجليزية: Richard Rellford)‏ مواليد 16 فبراير 1964 في ريفييرا بيتش، هو لاعب كرة سلة أمريكي معتزل. بدأ مسيرته الاحترافية في سنة 1986. تم اختياره من قبل فريق إنديانا بايسرز خلال الدرافت. اعتزل اللعب في 2000.

## المسيرة الاحترافية
لعب مع سان أنطونيو سبرز في سنة 1988، ثم لعب مع نادي إيه إي كي لكرة السلة في سنة 1990، ثم لعب مع نادي سانت جوسيب لكرة السلة في الدوري الإسباني في موسم 1990–1991.

## روابط خارجية
- ريتشارد ريلفورد على موقع إن بي أي (الإنجليزية)
- ريتشارد ريلفورد على موقع سبورتس رفرنس (الإنجليزية)
- ريتشارد ريلفورد على موقع الدوري الإسباني لكرة السلة (الإسبانية)
- ريتشارد ريلفورد على موقع كرة السلة الأوروبية.كوم (الإنجليزية)
- ريتشارد ريلفورد على موقع كلية كرة السلة في سبورتس رفرنس.كوم (الإنجليزية)
- ريتشارد ريلفورد على موقع ريلجم (الإنجليزية)
- ريتشارد ريلفورد على موقع بروبوليرز (الإنجليزية)
- ريتشارد ريلفورد على موقع سبورتس رفرنس (الإنجليزية)